# Lijst van rijksmonumenten in Herwijnen
De plaats Herwijnen telt 31 inschrijvingen in het rijksmonumentenregister. Hieronder een overzicht.
| Object | Oorspronkelijke functie?       | Bouwjaar                            | Architect | Locatie         | Coördinaten?                 | Nr.?   | Afbeelding                                                    |
| --- | ------------------------------ | ----------------------------------- | --------- | --------------- | ---------------------------- | ------ | ------------------------------------------------------------- |
| Hoeve van Zuid-Hollandse type                                                                                 | Boerderij                      | 1651 (jaarankers)                   |           | Katerdam 1      | 51° 49' 17" NB, 5° 8' 42" OL | 21965  | Meer afbeeldingen                                             |
| Molenromp | Industrie- en poldermolen      | 18e eeuw                            |           | Waaldijk 105    | 51° 49' 7" NB, 5° 7' 36" OL  | 21966  | Meer afbeeldingen                                             |
| Nederlands hervormde kerk                                                                                     | Kerk en kerkonderdeel          | 1823 (stichtingssteen)              |           | Waaldijk 139    | 51° 49' 8" NB, 5° 8' 3" OL   | 21967  | Meer afbeeldingen                                             |
| Dubbel dwarshuis onder twee evenwijdig lopende zadeldaken                                                     | Woonhuis                       | derde kwart 19e eeuw                |           | Waaldijk 141    | 51° 49' 8" NB, 5° 8' 5" OL   | 21968  | Meer afbeeldingen                                             |
| Boerderij met schilddak                                                                                       | Boerderij met schilddak        | 17e eeuw                            |           | Waaldijk 185    | 51° 49' 12" NB, 5° 8' 49" OL | 21969  | Meer afbeeldingen                                             |
| Statige boerenbehuizing                                                                                       | Boerderij                      | eerste helft 19e eeuw               |           | Waaldijk 189    | 51° 49' 12" NB, 5° 8' 51" OL | 21970  | Meer afbeeldingen                                             |
| Gepleisterd dwarshuis                                                                                         | Woonhuis                       | waarschijnlijk 18e eeuw             |           | Waaldijk 18     | 51° 49' 32" NB, 5° 7' 11" OL | 21971  | Meer afbeeldingen                                             |
| Huis Kerkenstein                                                                                              | Woonhuis                       | 1841                                |           | Waaldijk 76     | 51° 49' 8" NB, 5° 8' 5" OL   | 21973  | Meer afbeeldingen                                             |
| Dwarshuis onder hoog, met pannen gedekt zadeldak, waarin drie dakkapellen met vleugelstukken en 12-ruitsramen | Woonhuis                       | eerste helft 19e eeuw               |           | Waaldijk 78     | 51° 49' 9" NB, 5° 8' 7" OL   | 21974  | Meer afbeeldingen                                             |
| Boerderijtje met rieten wolfdak, opgewipt boven de zijbaander                                                 | Boerderij                      | ca. 1800                            |           | Waaldijk 94     | 51° 49' 13" NB, 5° 8' 14" OL | 21975  | Meer afbeeldingen                                             |
| Verhoogd gelegen kerkterrein                                                                                  | Archeologisch monument         | late middeleeuwen                   |           |                 | 51° 49' 12" NB, 5° 8' 4" OL  | 45556  | Upload foto                                                   |
| Kasteelterrein (Wayenstein)                                                                                   | Archeologisch monument         | vermoedelijk 14e eeuw               |           |                 | 51° 49' 39" NB, 5° 7' 3" OL  | 45557  | Meer afbeeldingen                                             |
| Engelenburg (Herwijnen)                                                                                       | Archeologisch monument kasteel | 15e eeuw                            |           |                 | 51° 49' 19" NB, 5° 8' 10" OL | 45558  | Engelenburg (Herwijnen)                                       |
| Kasteelterrein (Frissestein)                                                                                  | Archeologisch monument         | 14e/15e eeuw                        |           |                 | 51° 49' 9" NB, 5° 8' 16" OL  | 45559  | Kasteelterrein (Frissestein)                                  |
| Tegen de dijk, buitendijks aan de rivierzijde van de waaldijk                                                 | Waterweg, werf en haven        | 1874                                |           | Waaldijk 2      | 51° 49' 37" NB, 5° 6' 17" OL | 523128 | Tegen de dijk, buitendijks aan de rivierzijde van de waaldijk |
| Brandspuithuisje                                                                                              | Overheidsgebouw                | ca. 1900                            |           | Waaldijk 86     | 51° 49' 9" NB, 5° 8' 7" OL   | 523129 | Brandspuithuisje                                              |
| Aan de Waaldijk gelegen pastorie                                                                              | Kerkelijke dienstwoning        | 1884                                |           | Waaldijk 137    | 51° 49' 7" NB, 5° 8' 3" OL   | 523130 | Meer afbeeldingen                                             |
| Frissestijn                                                                                                   | Woonhuis                       | 1875-1900                           |           | Waaldijk 145    | 51° 49' 12" NB, 5° 8' 8" OL  | 523131 | Meer afbeeldingen                                             |
| Voormalige t-boerderij                                                                                        | Boerderij                      | 1850-1875                           |           | Waaldijk 147    | 51° 49' 12" NB, 5° 8' 8" OL  | 523132 | Voormalige t-boerderij                                        |
| Nieuwe Hollandse Waterlinie Cluster 70 Fort bij de Nieuwe Steeg: Fortaanleg en aardwerken                     | Fort, vesting en -onderdl      |                                     |           | Nieuwe Steeg 74 | 51° 51' 56" NB, 5° 7' 29" OL | 531808 | Meer afbeeldingen                                             |
| Fort bij de Nieuwe Steeg: bomvrij gebouw A1 en A2 met poterne                                                 | Bomvrij militair object        | 1880                                |           | Nieuwe Steeg 74 | 51° 51' 56" NB, 5° 7' 35" OL | 531809 | Meer afbeeldingen                                             |
| Fort bij de Nieuwe Steeg: dubbeluitgevoerde kazerne B met poterne                                             | Bomvrij militair object        | 1879                                |           | Nieuwe Steeg 74 | 51° 51' 56" NB, 5° 7' 32" OL | 531810 | Meer afbeeldingen                                             |
| Fort bij de Nieuwe Steeg: bomvrij gebouw Remise C                                                             | Bomvrij militair object        | 1880                                |           | Nieuwe Steeg 74 | 51° 51' 58" NB, 5° 7' 26" OL | 531811 | Meer afbeeldingen                                             |
| Fort bij de Nieuwe Steeg: bomvrij gebouw Remise D                                                             | Bomvrij militair object        | 1878-1880                           |           | Nieuwe Steeg 74 | 51° 51' 59" NB, 5° 7' 29" OL | 531812 | Meer afbeeldingen                                             |
| Fort bij de Nieuwe Steeg: bomvrij gebouw Verbruiksmagazijn E                                                  | Bomvrij militair object        | 1878-1880                           |           | Nieuwe Steeg 74 | 51° 51' 57" NB, 5° 7' 33" OL | 531813 | Upload foto                                                   |
| Fort bij de Nieuwe Steeg: bomvrij gebouw Remise F                                                             | Bomvrij militair object        | 1878-1880                           |           | Nieuwe Steeg 74 |                              | 531814 | Upload foto                                                   |
| Fort bij de Nieuwe Steeg: bomvrij gebouw Remise G                                                             | Bomvrij militair object        | 1878-1880                           |           | Nieuwe Steeg 74 | 51° 51' 54" NB, 5° 7' 35" OL | 531815 | Meer afbeeldingen                                             |
| Fort bij de Nieuwe Steeg: Artillerieloods / Fortwachterswoning H                                              | Militaire opslagplaats         | 1880                                |           | Nieuwe Steeg 74 | 51° 51' 57" NB, 5° 7' 29" OL | 531816 | Meer afbeeldingen                                             |
| Fort bij de Nieuwe Steeg: Brug                                                                                | Fort, vesting en -onderdl      | 2006 (reconstructie naar 1878-1880) |           | Nieuwe Steeg 74 | 51° 51' 56" NB, 5° 7' 29" OL | 531817 | Meer afbeeldingen                                             |
| Fort bij de Nieuwe Steeg: Betonblokken van gietstalen koepelkazematten Type G                                 | Kazemat                        | 1939-1940                           |           | Nieuwe Steeg 74 | 51° 51' 58" NB, 5° 7' 33" OL | 531818 | Upload foto                                                   |
| Fort bij de Nieuwe Steeg: Groepsschuilplaatsen Type P                                                         | Bijgebouwen                    | 1939-1940                           |           | Nieuwe Steeg 74 | 51° 51' 59" NB, 5° 7' 28" OL | 531819 | Meer afbeeldingen                                             |
| Fort bij de Nieuwe Steeg: Wachtgebouwtje J                                                                    | Militair wachtgebouw           | 1953                                |           | Nieuwe Steeg 74 | 51° 51' 56" NB, 5° 7' 29" OL | 531820 | Meer afbeeldingen                                             |